# JC・プレトリウス
JC・プレトリウス（JC Pretorius、1998年1月29日 - ）は、ユナイテッド・ラグビー・チャンピオンシップライオンズに所属するラグビー選手。

## プロフィール
- 南アフリカセクンダ出身[1]。
- ポジションはフランカー(FL)。
- 身長 185cm、体重 90kg

## 略歴
2021年、東京五輪の7人制南アフリカ代表に選ばれた。
2023年、ライオンズに加入。